# Stephen McCarthy
Stephen McCarthy (Honolulu, 21 luglio 1988) è un ex calciatore statunitense, di ruolo difensore.

## Carriera

### Club

#### Gli inizi
Ha iniziato a giocare nelle giovanili dei Dallas Texans 88'. In quella squadra giocava insieme ad Andre Akpan, Ross LaBauex, Jonathan Villanueva e Omar Gonzalez. La squadra vinse tre campionati nazionali, oltre ad essere l'unica squadra statunitense a vincere il Dallas Cup Super Group. A quel torneo internazionale presero parte anche il Manchester Utd e il Real Madrid.
Ha frequentato la Nolan Catholic High School di Fort Worth, in Texas. Durante il suo ultimo anno insieme alla guida della Nolan Catholic a un campionato statale, è stato anche premiato come giocatore offensivo dell'anno della Texas Association of Private and Parochial Schools Division I. Oltre ad essere riconosciuto come una selezione di tutti gli stati (2006).
Ha giocato a calcio universitario con l'Università di Santa Clara, e in seguito si è trasferito all'Università della Carolina del Nord a Chapel Hill. Nello stesso periodo ha militato con i DFW Tornados e il Carolina Dynamo nella USL Premier Development League.

#### Professionismo
Fu scelto nel corso del secondo giro (24º assoluto) dell'MLS SuperDraft 2011 dai N.E. Revolution. Ha debuttato tra i professionisti il 20 marzo 2011, nella prima giornata di campionato della stagione 2011 contro i LA Galaxy, e ha segnato il suo primo gol da professionista il 2 aprile in un pareggio per 1-1 contro i Portland Timbers.

### Nazionale
Ha militato nella nazionale statunitense Under-20. Nel 2007, con la nazionale statunitense Under-18 ha preso parte ai Giochi panamericani tenutisi a Rio de Janeiro, in Brasile.

## Statistiche

### Presenze e reti nei club
| Stagione               | Squadra                | Campionato             | Campionato | Campionato | Coppe nazionali | Coppe nazionali | Coppe nazionali | Coppe continentali | Coppe continentali | Coppe continentali | Altre coppe | Altre coppe | Altre coppe | Totale | Totale |
| Stagione               | Squadra                | Comp                   | Pres       | Reti       | Comp            | Pres            | Reti            | Comp               | Pres               | Reti               | Comp        | Pres        | Reti        | Pres   | Reti   |
| ---------------------- | ---------------------- | ---------------------- | ---------- | ---------- | --------------- | --------------- | --------------- | ------------------ | ------------------ | ------------------ | ----------- | ----------- | ----------- | ------ | ------ |
| 2011                   | N.E. Revolution        | MLS                    | 21         | 2          | USOC            | 0               | 0               |                    | -                  | -                  |             | -           | -           | 21     | 2      |
| 2012                   | N.E. Revolution        | MLS                    | 28         | 0          | USOC            | 0               | 0               |                    | -                  | -                  |             | -           | -           | 28     | 0      |
| 2013                   | N.E. Revolution        | MLS                    | 19         | 0          | USOC            | 0               | 0               |                    | -                  | -                  |             | -           | -           | 19     | 0      |
| 2014                   | N.E. Revolution        | MLS                    | 1          | 0          | USOC            | 3               | 1               |                    | -                  | -                  |             | -           | -           | 4      | 1      |
| Totale N.E. Revolution | Totale N.E. Revolution | Totale N.E. Revolution | 69         | 2          |                 | 3               | 1               |                    | -                  | -                  |             | -           | -           | 72     | 3      |
| 2015                   | KuPS                   | VL                     | 10         | 0          | CF+CdL          | 4+3             | 0               |                    | -                  | -                  |             | -           | -           | 17     | 0      |
| 2016                   | San Antonio FC         | USL                    | 19         | 2          | USOC            | 2               | 0               |                    | -                  | -                  |             | -           | -           | 21     | 2      |
| 2017                   | San Antonio FC         | USL                    | 26+2       | 1+0        | USOC            | 0               | 0               |                    | -                  | -                  |             | -           | -           | 28     | 1      |
| 2018                   | San Antonio FC         | USL                    | 6          | 0          | USOC            | 2               | 0               |                    | -                  | -                  |             | -           | -           | 8      | 0      |
| Totale San Antonio FC  | Totale San Antonio FC  | Totale San Antonio FC  | 53         | 3          |                 | 4               | 0               |                    | -                  | -                  |             | -           | -           | 57     | 3      |
| Totale carriera        | Totale carriera        | Totale carriera        | 132        | 5          |                 | 14              | 1               |                    | -                  | -                  |             | -           | -           | 146    | 6      |